# Ніагара (річка)
43°04′41″ пн. ш. 79°04′37″ зх. д. / 43.078° пн. ш. 79.077° зх. д.

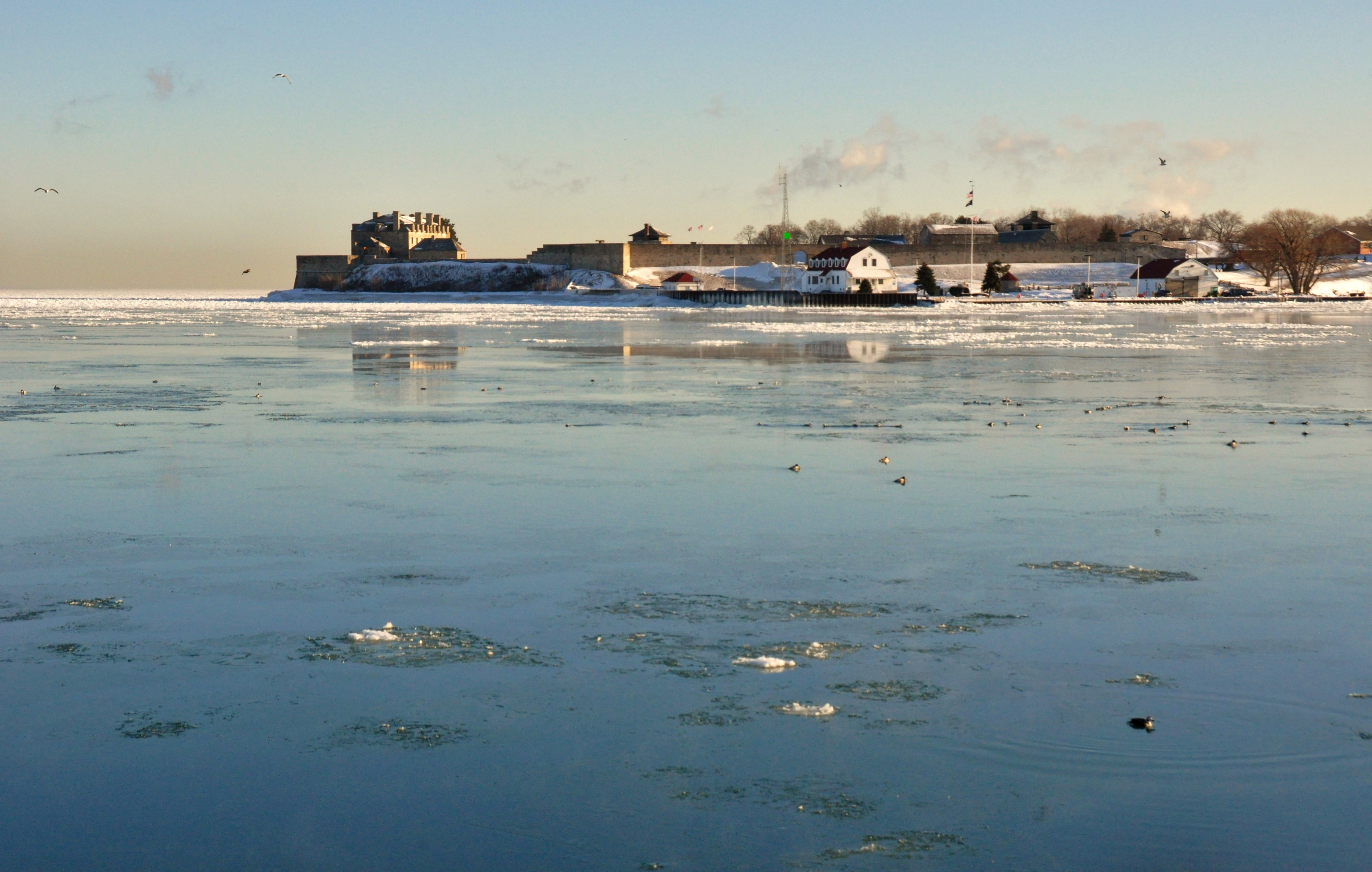
Гирло річки Ніагара при впадінні в озеро Онтаріо. Вигляд на Форт Ніагара (США) з Ніагара-он-да-Лейк (Канада).

Ніага́ра (за харківським правописом — Ніяґа́ра), а за Газетирем — Ніаґара (англ. Niagara River) — річка в Північній Америці, яка з'єднує озера Ері та Онтаріо і відділяє американський штат Нью-Йорк від канадської провінції Онтаріо.
Довжина приблизно 56 км, площа басейну 665 тисяч км². Середня витрата води — 5,9 тисяч м³/сек.

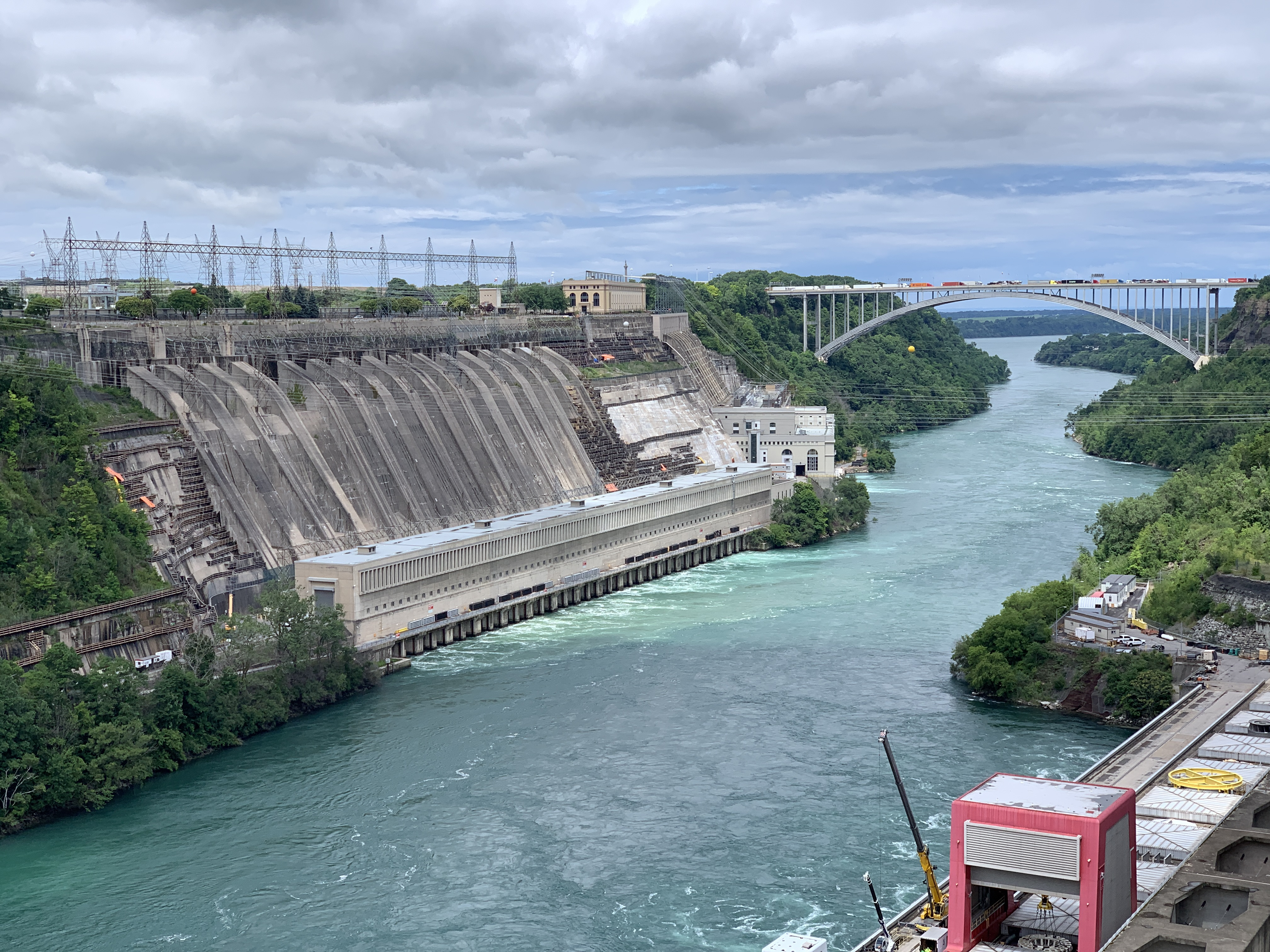
ГЕС на Ніагарі

Річка витікає з озера Ері в районі поміж Баффало та Форт-Ері і тече переважно на північ. У верхній течії поділяється на два рукави, створюючи острови Гранд-Айленд (США) та Нейві-Айленд (Канада). У середній течії річка спадає з уривчастого Ніагарського уступу, утворюючи Ніагарський водоспад та ряд порогів, в обхід яких створений канал Велленд. Потенціал цього перепаду на повноводній річці використаний для створення двох ГЕС - Гідрокомплексу Сера Адама Бека по канадський бік річки та Ніагарської ГЕС ім. Роберта Мозеса — по американський.
На річці та неподалік від неї розташовані міста:
- Баффало (Нью-Йорк)  США
- Форт-Ері (Онтаріо)  Канада
- Льюїстон (Нью-Йорк)  США
- Ніагара-Фоллс (Нью-Йорк)  США
- Ніагара-Фоллс (Онтаріо)  Канада
- Ніагара-он-да-Лейк (Онтаріо)  Канада
- Квінстон (Онтаріо)  Канада